# Liste der Armutsminister Namibias
Dies ist eine Liste der namibischen Minister für Armutsbekämpfung und soziale Wohlfahrt (englisch Ministry of Poverty Eradication and Social Welfare). Das Ministerium ging 2020 mit dem Ministerium für Gleichberechtigung und Kinderwohlfahrt zusammen.
| Nr. | Foto                                                                                                   | Name                                                                                                   | Lebensdaten                                                                                            | Partei                                                                                                 | Kabinett                                                                                               | Amtszeit (Beginn)                                                                                      | Amtszeit (Ende)                                                                                        |
| Minister für Armutsbekämpfung und soziale Wohlfahrt Minister of Poverty Eradication and Social Welfare                                      | Minister für Armutsbekämpfung und soziale Wohlfahrt Minister of Poverty Eradication and Social Welfare | Minister für Armutsbekämpfung und soziale Wohlfahrt Minister of Poverty Eradication and Social Welfare | Minister für Armutsbekämpfung und soziale Wohlfahrt Minister of Poverty Eradication and Social Welfare | Minister für Armutsbekämpfung und soziale Wohlfahrt Minister of Poverty Eradication and Social Welfare | Minister für Armutsbekämpfung und soziale Wohlfahrt Minister of Poverty Eradication and Social Welfare | Minister für Armutsbekämpfung und soziale Wohlfahrt Minister of Poverty Eradication and Social Welfare | Minister für Armutsbekämpfung und soziale Wohlfahrt Minister of Poverty Eradication and Social Welfare |
| --- | --- | --- | --- | --- | --- | --- | --- |
| 01 | | Zephania Kameeta                                                                                       | 1945–                                                                                                  | SWAPO                                                                                                  | Geingob I                                                                                              | 2015                                                                                                   | 2020                                                                                                   |
| Minister für Gleichberechtigung, Armutsbekämpfung und soziale Wohlfahrt Minister of Gender Equality, Poverty Eradication and Social Welfare | | | | | | | |
| 02 | | Doreen Sioka                                                                                           | 1960–                                                                                                  | SWAPO                                                                                                  | Geingob II Mbumba                                                                                      | 2020                                                                                                   | 2025                                                                                                   |